# Internationale Friedensfahrt 1999
Die 52. Internationale Friedensfahrt (Course de la paix) war ein Straßenradrennen, das vom 7. bis 15. Mai 1999 ausgetragen wurde.
Die 52. Auflage der Internationalen Friedensfahrt bestand aus 10 Einzeletappen und führte auf einer Gesamtlänge von 1613 km von Znojmo über Polkowice nach Magdeburg. Mannschaftssieger war Team Mroz. Der beste Bergfahrer war Mat Anand aus der Mannschaft Team Saturn.
Insgesamt waren 114 Fahrer am Start.
Teilnehmer waren:
| Teams                                 | Nationen    |
| ------------------------------------- | ----------- |
| Team Telekom ( Deutschland)           | Tschechien  |
| Team Saturn ( Vereinigte Staaten)     | Deutschland |
| Agro Adler Brandenburg ( Deutschland) |             |
| Lada VAZ ( Moldau)                    |             |
| Team Mroz ( Polen)                    |             |
| Batavus ( Niederlande)                |             |
| Team Cologne ( Deutschland)           |             |
| Team Nürnberger ( Deutschland)        |             |
| Acceptcard ( Dänemark)                |             |
| Wüstenrot-ZVVZ ( Tschechien)          |             |
| Team Gerolsteiner ( Deutschland)      |             |
| PSK Unit Expert ( Tschechien)         |             |
| Team Bunte Berte ( Deutschland)       |             |
| Sprandi-MAT-Jelcz ( Polen)            |             |
| Legia Siemens Romar ( Polen)          |             |
| AXA Cycling Team ( Niederlande)       |             |

## Details
| Ergebnis | Ergebnis         | Ergebnis      | Ergebnis        | Ergebnis |
| -------- | ---------------- | ------------- | --------------- | -------- |
| Erster   | Steffen Wesemann | ø 38,3 km/std | Team Telekom () |          |
| Zweiter  | Raimondas Rumšas |               | Team Mroz ()    |          |
| Dritter  | Tomasz Brożyna   |               | Team Mroz ()    |          |

| Etappe     | Start – Ziel                | Etappensieger                 | Etappen- länge | Fahrzeit |
| ---------- | --------------------------- | ----------------------------- | -------------- | -------- |
| 01. Etappe | Rund um Znojmo              | Danilo Hondo (Team Telekom )  | 158 km         | 4:25:23  |
| 02. Etappe | Znojmo -Luhačovice          | Steffen W. (Team Telekom )    | 181 km         | 4:43:22  |
| 03. Etappe | Luhacovice – Pustevny       | Raimondas Rumšas (Team Mroz ) | 177 km         | 5:05:26  |
| 04. Etappe | Opava – Polanica-Zdrój      | Danilo Hondo (Team Telekom )  | 190 km         | 4:42:02  |
| 05. Etappe | Polanica-Zdrój -Polkowice   | Danilo Hondo (Team Telekom )  | 192 km         | 4:51:57  |
| 06. Etappe | Żagań – Cottbus             | Olaf Pollack (AAB )           | 105 km         | 2:28:00  |
| 07. Etappe | Einzelzeitfahren in Cottbus | Steffen W. (Team Telekom )    | 025 km         | 2:30:00  |
| 08. Etappe | Freital – Hof               | Piotr Przydział (Team Mroz )  | 238 km         | 6:48:29  |
| 09. Etappe | Rehau – Weimar              | Tomasz Brożyna (Team Mroz )   | 184 km         | 4:39:19  |
| 10. Etappe | Erfurt – Magdeburg          | Steffen W. (Team Telekom )    | 169 km         | 4:25:48  |